# 밥 쿠스트라
로버트 월터 쿠스트라(Robert Walter Kustra, 1943년 3월 21일 ~ )는 미국의 정치인이다.

## 학력
- 베네딕토 대학 인문사회 학사
- 서던 일리노이 주립 대학교 카본데일 행정학 석사
- 일리노이 대학교 어배너-섐페인 철학박사

## 경력
- 1981.01 ~ 1983.01 제82대 일리노이주 제43선거구 하원의원
- 1983.01 ~ 1991.01 제83·84·85·86대 제28선거구 상원의원
- 1991.01 ~ 1998.07 제43대 일리노이 부지사
- 1998.07 ~ 2002.06 이스턴 켄터키 대학교 총장
- 2003.07 ~ 2018.06 보이시 주립 대학교 총장

## 역대 선거 결과
| 선거명      | 직책명                        | 대수 | 정당   | 득표율 | 득표수      | 결과 | 당락                 |
| ----------- | ----------------------------- | ---- | ------ | ------ | ----------- | ---- | -------------------- |
| 1980년 선거 | 하원의원 (일리노이 제4선거구) | 82대 | 공화당 | 27.16% | 70,139표    | 2위  | 일리노이 주의원 당선 |
| 1982년 선거 | 하원의원 (일리노이 제28부)    | 83대 | 공화당 | 54.82% | 38,344표    | 1위  | 일리노이 주의원 당선 |
| 1984년 선거 | 하원의원 (일리노이 제28부)    | 84대 | 공화당 | 66.09% | 56,733표    | 1위  | 일리노이 주의원 당선 |
| 1988년 선거 | 하원의원 (일리노이 제28부)    | 86대 | 공화당 | 69.78% | 59,443표    | 1위  | 일리노이 주의원 당선 |
| 1990년 선거 | 일리노이 부지사               | 43대 | 공화당 | 50.75% | 1,653,126표 | 1위  | 일리노이 부지사 당선 |
| 1994년 선거 | 일리노이 부지사               | 43대 | 공화당 | 63.88% | 1,984,318표 | 1위  | 일리노이 부지사 당선 |